# 620-е годы
620-е (шестьсо́т двадца́тые) го́ды по юлианскому календарю — промежуток времени с 1 января 620 года по 31 декабря 629 года, включающий 620 год 2-го десятилетия   и с 621 по 629 годы    3-го десятилетия VII века 1-го тысячелетия.  Они закончились 1396 лет назад.

## Важнейшие события
- Ирано-византийская война (602—628)[1]. Осада Константинополя (626). Взятие Тбилиси (627).
- Середина 620-х годов — борьба между язычниками Мекки и мусульманами Медины. Многие племена Аравии приняли Ислам.
- Союз племён под руководством хорватов против аваров.
- Тюрки и хазары, действовавшие со стороны Кавказа, помогали Византии.
- Конец 620-х годов — между аварами и славянами начались междоусобицы.